# Andrew Gibb Maitland
Andrew Gibb Maitland (Birkby, 30 november 1864 - Subiaco, 27 januari 1951) was een in Engeland geboren Australische geoloog.

## Vroege leven
Maitland, geboren in 1864 in Engeland, was de zoon van boekhouder George Maitland en diens vrouw Margaret Gibb. Beiden waren van Schotse afkomst. Maitland werd ingenieur aan het 'Yorkshire College of Science' in Leeds. Hij kreeg er zijn enthousiasme voor geologisch veldwerk onder invloed van de eminente veldgeoloog A.H. Green.
Maitland werd tot tweede assistent voor de 'Geological Survey of Queensland' aangeduid. Op 17 december 1888 meldde hij zich bij R. Logan Jack in Townsville. Jack vroeg Maitland het district rond Mackay in kaart te brengen. Zijn verslagen, kaarten en het feit dat hij zijn plan kon trekken in de Bush stelden Jack tevreden en Maitland werd naar afgelegen mineralenvelden gezonden waar hij naam maakte.
In 1891 werd Maitland op vraag van William MacGregor naar Brits-Nieuw-Guinea gedetacheerd.  Hij diende er een geologisch onderzoek van het Britse deel van het eiland uit te voeren. Maitlands verslagen en kaarten horen bij de eerste beschrijvingen van Papoea. Na zijn terugkeer in Queensland vatte Maitland zijn oude taken weer op. Hij geraakte betrokken bij de studie van het Groot Artesisch Bekken.
Maitland huwde Alice Maud Brumfitt op 20 maart 1895 in Sandgate nabij Brisbane.

## West-Australië
In juli 1896 aanvaardde Maitland een aanbieding om H.P. Woodward (1858-1917) als overheidsgeoloog van West-Australië op te volgen. Woodward had zich bij de goldrush aangesloten en zijn ontslag ingediend. Maitland werd op 1 november 1896 officieel benoemd. Minister van mijnen, Edward Wittenoom, vroeg Maitland een West-Australische geologische dienst op te richten om West-Australië geologisch in kaart te brengen.
Op 15 mei 1897 stelde Maitland zijn plan voor. Het plan voorzag een zelfvoorzienend systeem dat topografische kaarten zou uitwerken door geologen die bijgestaan zouden worden door een chemicus en administratief personeel. Ze zouden samen met een 'mining record office' en een 'openbaar museum voor de geologie' onder de leiding van de overheidsgeoloog komen te staan. De overheidsgeoloog op zijn beurt zou rechtstreeks bij de minister verslag uitbrengen. Later zou een staatssecretaris op een niveau tussen de minister en de overheidsgeoloog benoemd worden maar Maitland had toen reeds zijn stempel op de geologische dienst gedrukt.
Maitland zag het als zijn taak om de geologie van West-Australië, met oog voor de sociale en industriële behoeften, in kaart te brengen en openbaar te maken. In 1898 verscheen Bibliography of the Geology of Western Australia, het eerste van 99 onderzoeksverslagen, onder zijn leiding uitgebracht. Bij Maitlands eerste successen hoorden grondwaterboringen nabij Geraldton en de Noordwestkaap, waarvan nog steeds gebruik gemaakt wordt. Zijn voorspelling over het Groot Artesisch Bekken en dat het tot onder de Nullarborvlakte zou reiken bleek later ook van groot belang. Water en goud waren cruciaal voor de welvaart en vooruitgang van West-Australië en er werd dan ook veel aandacht aan geschonken.
In 1901 nam Maitland deel aan een expeditie onder leiding van Frederick Drake-Brockman om de Kimberley te verkennen. Rond 1903 bracht Maitland de Pilbara in kaart en bestudeerde er de chronologie van de gesteenten. In 1919 bracht hij zijn Summary of the Geology of Western Australia uit.
Maitland ging in november 1927 op rust. Ongeveer de helft van het West-Australische grondgebied was toen geologisch in kaart gebracht. Hij had dit, bijna niet te vatten voor de hedendaagse geologen, klaar gespeeld gebruik makend van paarden, kamelen en een ongelooflijk doorzettingsvermogen.
Maitland stierf op 25 januari 1951 in Subiaco en werd begraven op het kerkhof van Karrakatta. Hij liet twee zonen en twee dochters na.

## Nalatenschap
Maitland was een van de eerste leden van de 'Mueller Botanic Society of Western Australia'. Hij was er twee maal voorzitter van, in 1915 en 1925. Hij ontving in 1937 de 'Kelvin memorial medal' van de vereniging. Maitland was ook verscheidene jaren secretaris voor de 'Australasian Association for the Advancement of Science'. Die vereniging kende hem in 1924 de 'Mueller memorial medal' toe. Hij was erelid van de 'Royal Society of New South Wales' die hem in 1927 de 'W.B. Clarke memorial medal' toekende.
De rivier Gibb en de Maitland Range werden naar Maitland vernoemd. Later werd de Gibb River Road naar de rivier de Gibb vernoemd. Er werden ook verschillende fossielen van ongewervelden naar Maitland vernoemd. Het in 1930 door E.S. Simpson naar Maitland vernoemde mineraal 'maitlandiet' is ondertussen hernoemd tot 'thorogummiet'.
De West-Australische afdeling van de 'Geological Society of Australia' reikt, gewoonlijk jaarlijks, de 'Gibb Maitland Medal' uit aan personen die een belangrijke bijdrage aan de geologische wetenschap hebben geleverd in West-Australië.